# Lygia Fagundes Telles
Lygia Fagundes Telles (San Paolo del Brasile, 19 aprile 1918 – San Paolo del Brasile, 3 aprile 2022) è stata una scrittrice brasiliana.

## Biografia
Scrittrice di successo, amatissima nel suo Paese, è ancora oggi una delle pochissime donne ammesse all'Accademia brasiliana delle lettere. Laureata in Diritto all'Università di San Paolo, attivista antifascista di tendenze socialiste,  ottenne numerosi riconoscimenti, come il Premio Camões, il Premio Jabuti e il Grand Prix féminin de littérature étrangère di Cannes. Tra i suoi romanzi più noti, Ciranda de Pedra, da cui venne tratta la telenovela omonima, e As Meninas, del 1973, storia di tre ragazze durante la dittatura dei militari, a quel tempo ancora al potere.
Lygia Fagundes Telles morì a San Paolo il 3 aprile 2022, per cause naturali: aveva 103 anni. Il suo corpo fu poi cremato.

## Vita privata
Contrasse il suo primo matrimonio con Gofredo Teles Júnior, dal quale si separò pochi anni dopo. Poiché il divorzio non era stato ancora istituito in Brasile, la scrittrice sposò col solo rito civile il secondo marito Paulo Emílio Sales Gomes.